# Rayol-Canadel-sur-Mer

Kleines Wappen

Rayol-Canadel-sur-Mer [ʁajɔl kanadɛl syʁ mɛʁ] (okzitanisch Lo Raiòu Canadèu) ist eine französische Gemeinde mit 644 Einwohnern (Stand 1. Januar 2022) an der Mittelmeerküste (Côte d’Azur) im Département Var in der Region Provence-Alpes-Côte d’Azur. Sie gehört zum Arrondissement Draguignan und zum Kanton La Crau. Rayol-Canadel-sur-Mer ist die bevölkerungsärmste aller 46 Gemeinden der Côte d’Azur.
Rayol-Canadel-sur-Mer liegt an der Corniche des Maures zwischen Le Lavandou im Westen und Cavalaire-sur-Mer im Osten. Bis in das 20. Jahrhundert war das Gemeindegebiet ausschließlich Wald mit einigen Schäferhütten. Erst 1925 wurde das Seebad gegründet, 1949 wurde Rayol-Canadel aus der Gemeinde La Môle ausgegliedert. Die Domaine du Rayol innerhalb von Rayol-Canadel gehört heute dem Conservatoire du littoral und steht damit unter Naturschutz.

## Bevölkerungsentwicklung
| Jahr      | 1962 | 1968 | 1975 | 1982 | 1990 | 1999 | 2008 |
| --------- | ---- | ---- | ---- | ---- | ---- | ---- | ---- |
| Einwohner | 456  | 613  | 846  | 868  | 871  | 697  | 630  |

## Sehenswürdigkeiten
- Domaine du Rayol (Garten)

## Partnergemeinden
Seit 2018 ist die deutsche Gemeinde Strande in Schleswig-Holstein Partnergemeinde von Rayol-Canadel-sur-Mer.

## Persönlichkeiten
- Henry Royce (1863–1933), Konstrukteur, wohnte in Canadel
- Charles Koechlin (1867–1950), Komponist, starb in Canadel
- Paul Goy (1883–1964), Schriftsteller, starb in Rayol-Canadel
- Pierre-André de Wisches (1909–1997), Maler, hielt sich ab 1950 häufig in Rayol-Canadel auf
- Jacques Chirac (1932–2019), Politiker, wohnte in Canadel während des Zweiten Weltkriegs
- Sacha Distel (1933–2004), Chansonnier, starb in Rayol-Canadel